# Paul Barth (vívó)
Paul Barth (?, 1921. május 9. – Bázel, 1974. február) olimpiai bronzérmes svájci párbajtőrvívó.